# Leen Valkenier
Leen Valkenier  (Rotterdam, 19 maart 1924 – Ibiza (Spanje), 1 maart 1996) was een Nederlands scenarioschrijver.
Valkenier werkte lange tijd als redacteur van De Legerkoerier bij de legervoorlichtingsdienst, en ook als copywriter in de reclamewereld. In 1968 begon hij met het schrijven van De Fabeltjeskrant, dat hem grote roem bracht en waarvan in totaal 1640 afleveringen zouden worden uitgezonden. Bij het schrijven ervan werkte hij nauw samen met Frans van Dusschoten, Ger Smit en Elsje Scherjon, de acteurs die tekenden voor verschillende stemmen. Ellen van Eijk, met wie Valkenier tot 1971 getrouwd was, claimde model te hebben gestaan voor de figuur van Juffrouw Ooievaar. Samen met Ruud Bos componeerde hij de twee hits van Ed en Willem Bever: Het Stoomlied (Kunst En Vliegwerk) (1970) en Hup Daar Is Willem! (1971). 
Valkenier schreef, samen met Renée van Utteren, ook de serie Paulus de Boskabouter uit 1974.
Zijn begin jaren 70 geschreven kinderprogramma De Woefs en de Lamaars werd echter geen succes.
Met Pieter Goemans schreef hij de carnavalshit van Een Lijster In De La, waarmee Adèle Bloemendaal in 1975 een hit scoorde.
- Gemeinsame Normdatei: 1188762362
- International Standard Name Identifier: 0000 0003 6875 2586
- MusicBrainz: 00bb0776-8d72-4bba-8c7a-ddeffc8563ad
- Nederlandse Thesaurus van Auteursnamen: 071398147
- Virtual International Authority File: 292146855
- WorldCat: E39PBJr3wXfBRcP38RvJdhxxDq